# Helpaphorus testaceus
Helpaphorus testaceus là một loài bướm đêm thuộc họ Pterophoridae. Nó được biết đến ở Madagascar.